# Kanton Saint-Cernin
Der Kanton Saint-Cernin war bis 2015 ein französischer Wahlkreis im Département Cantal und in der damaligen Region Auvergne.  Er umfasste sieben Gemeinden im Arrondissement Aurillac; sein Hauptort (französisch chef-lieu) war Saint-Cernin.
Der Kanton Saint-Cernin war 146,43 km² groß und hatte 2529 Einwohner (Stand 2012).

## Gemeinden
| Gemeinde                 | Einwohner | Code postal | Code Insee |
| ------------------------ | --------- | ----------- | ---------- |
| Freix-Anglards           | 195       | 15310       | 15072      |
| Girgols                  | 73        | 15310       | 15075      |
| Saint-Cernin             | 1.128     | 15310       | 15175      |
| Saint-Cirgues-de-Malbert | 226       | 15140       | 15179      |
| Saint-Illide             | 668       | 15310       | 15191      |
| Tournemire               | 145       | 15310       | 15238      |
| Besse                    | 143       | 15140       | 15269      |